# Groupe de MCG -3-33-17
Le groupe de MCG -3-33-17 comprend au moins neuf galaxies situées dans la constellation du Corbeau. La distance moyenne entre ce groupe et la Voie lactée est d'environ 62,5 Mpc (∼204 millions d'al). 

## Membres
Le tableau ci-dessous liste les neuf galaxies du groupe indiquées dans l'article de A.M. Garcia paru en 1993.
| Nom          | Class.          | Type          | α (J2000.0)   | δ (J2000.0)  | Vitesse radiale (km/s) | m               | Distance (Mpc) | Diamètre (kal) |
| ------------ | --------------- | ------------- | ------------- | ------------ | ---------------------- | --------------- | -------------- | -------------- |
| NGC 4756     | SAB(s)0^0^?     | Lenticulaire  | 12h 52m 52.6s | -15° 24′ 48″ | 4077 ± 19              | 12,4            | 65,1 ± 4,6     | 86             |
| IC 3799      | Sd?             | Spirale       | 12h 48m 59.6s | -14° 23′ 57″ | 3693 ± 9               | 13,7            | 59,4 ± 4,2     | 155            |
| MCG -2-33-17 | (R)SA(r)0+ pec? | Lenticulaire  | 12h 50m 04.7s | -14° 44′ 00″ | 3915 ± 2               | 10,93 ± 0,046   | 62,7 ± 4,4     | 139            |
| MCG -2-33-35 | Sba             | Spirale naine | 12h 52m 29.4s | -15° 29′ 58″ | 4123 ± 45              | 14,34           | 65,7 ± 4,7     | 6,45           |
| MCG -2-33-36 | Sb              | Spirale       | 12h 52m 25.6s | -15° 31′ 02″ | 3771 ± 10              | 12,84 ± 0,046   | 60,5 ± 4,3     | 29             |
| PGC 43408    | Ep              | Elliptique    | 12h 49m 02.9s | -15° 00′ 52″ | 3902 ± 45              | 13,965 ± 0,072A | 62,5 ± 4,4     | 31             |
| PGC 43489    | Sc              | Spirale       | 12h 50m 52.3s | -14° 54′ 24″ | 3709 ± 36              | 12,510 ± 0,063A | 51,8 ± 4,2     | 38             |
| PGC 43720    | Sab             | Spirale       | 12h 52m 51.1s | -15° 29′ 30″ | 3658 ± 45              | 14,40           | 58,9 ± 4,2     | 42             |
| PGC 43823    | S0              | Lenticulaire  | 12h 53m 42.3s | -15° 16′ 56″ | 4066 ± 6               | 14,400          | 64,9 ± 4,6     | 89             |

- A Dans le proche infrarouge.

Le site DeepskyLog permet de trouver aisément les constellations des galaxies mentionnées dans ce tableau ou si elles ne s'y trouvent pas, l'outil du site constellation permet de le faire à l'aide des coordonnées de la galaxie. Sauf indication contraire, les données proviennent du site NASA/IPAC.